# Accordi di Brioni
Gli accordi di Brioni (in sloveno Briona deklaracija, in croato Brijunska deklaracija, in serbo Брионска декларација?) vennero firmati il 7 luglio 1991 dai rappresentanti della Slovenia, della Croazia e della Repubblica Socialista Federale di Jugoslavia sotto l'egida della Comunità Economica Europea; con questo documento la Jugoslavia mise fine alla guerra dei dieci giorni, mentre Slovenia e Croazia congelarono per tre mesi la loro secessione da Belgrado.

## Partecipanti alle trattative
La delegazione presenti alle trattative erano così composte:
- per la Comunità Europea: il ministro degli affari esteri olandese Hans van den Broek, quello lussemburghese Jacques Poos e quello portoghese João de Deus Pinheiro;
- per la Repubblica Socialista Federale di Jugoslavia: il premier federale Ante Marković, il ministro federale dell'interno Petar Gračanin, quello degli affari esteri Budimir Lončar, il vice-ministro della difesa Stane Brovet, il presidente della Presidenza collegiale jugoslava ed i suoi componenti, esclusi quelli di Kosovo e Voivodina, le due regioni autonome della Serbia;
- per la Slovenia: il presidente della Repubblica Milan Kučan, il primo ministro Lojze Peterle, il ministro degli affari esteri Dimitrij Rupel, il rappresentante sloveno nella Presidenza collegiale jugoslava Janez Drnovšek ed il presidente dell'Assemblea Nazionale France Bučar;
- per la Croazia: il presidente della Repubblica Franjo Tuđman.

## Il contesto storico
Fin dai primi giorni dopo le dichiarazioni d'indipendenza, i soldati di origini slovene e croate facenti parte dell'esercito nazionale tornarono nei loro luoghi di origine; la conseguenza fu un considerevole aumento della proporzione di militari di origine serba rispetto alle altre nazionalità all'interno dell'esercito jugoslavo. Mentre, fino ad allora, la politica iugoslava era orientata verso l'esistenza di un solo Stato di tutti gli slavi, la situazione cambiò dopo le dichiarazioni d'indipendenza, trasformandosi nel tentativo della creazione di una "Grande Serbia" comprendente, oltre alla Serbia stessa, tutte le regioni in cui tale etnia era particolarmente presente. Se in Slovenia era presente solo una piccola minoranza serba, in Slavonia e nella Krajina, regioni croate, i serbi a volte erano addirittura la maggioranza. Ciò condusse in Croazia alla creazione delle tre regioni autonome che furono la Repubblica Serba di Krajina, la Slavonia occidentale e la Slavonia orientale.
Il ritiro delle forze iugoslave della Slovenia si concluse definitivamente il 26 ottobre 1991. L'8 ottobre 1991 (quando le truppe federali erano ancora in Slovenia), dopo la fine del periodo di congelamento del processo indipendentistico Croazia e Slovenia ribadirono le loro dichiarazioni d'indipendenza e vennero ufficialmente riconosciute il 15 gennaio 1992.